# Sergej Semënovič Sobjanin
Sergej Semënovič Sobjanin (in russo Серге́й Семёнович Собя́нин?; Njaksimvol, 21 giugno 1958) è un politico russo.
Vive a Mosca ed è sindaco della città dall'ottobre 2010, venendo riconfermato dopo le elezioni comunali del 2013 e quelle del 2018.
Sobjanin in precedenza è stato il governatore dell'oblast' di Tjumen' (2001-2005), vice primo ministro della Russia (2005-2008) e capo dell'amministrazione presidenziale (2008-2010). Ha il grado civile di Consigliere di Stato effettivo della Federazione Russa di 1ª classe.
Sobjanin è un membro del partito di governo Russia Unita. È considerato uno stretto alleato dell'uomo d'affari miliardario russo Vladimir Bogdanov, direttore generale di Surgutneftegas.
In qualità di sindaco di Mosca, Sobjanin ha gradualmente allentato i massicci progetti di costruzione del suo predecessore Jurij Lužkov, per il quale ha ottenuto il plauso per "l'opera di pianificazione urbana più sana degli ultimi anni". In qualità di sindaco, Sobjanin ha creato Moscow Media, una holding di numerosi canali TV, stazioni radio e giornali, di proprietà e controllata dal governo di Mosca. E ha anche ottenuto lodi per i suoi sforzi nella lotta alla corruzione. Allo stesso tempo, Sobjanin è stato criticato per il divieto dei parate del Gay Pride in città, per il quale è stato fortemente condannato dai gruppi LGBT.

## Biografia
Sergej Sobjanin, di origini russe e mansi, è nato in un villaggio etnico mansi di Njaksimvol nell'okrug autonomo di Chanty-Mansi (allora nella RSSF Russa dell'Unione Sovietica). Dopo aver terminato una scuola locale nel distretto di Berëzov nel 1975, Sobjanin si iscrisse all'Istituto tecnologico di Kostroma. Dopo la laurea ha ricevuto un incarico presso la grande fabbrica di laminazione dei tubi a Čeljabinsk. Ha iniziato a lavorare come macchinista lì. Dal 1982 al 1984 ha lavorato con Komsomol a Čeljabinsk.
Nel 1984, è tornato a Kogalym. Lì ha lavorato come vicepresidente del Kogalym selsovet (livello più basso di suddivisione amministrativa nelle aree rurali), in un dipartimento di economia municipale e nell'amministrazione fiscale locale.
Nel 1989 ha conseguito una seconda laurea in giurisprudenza. La sua tesi di dottorato era intitolata "Posizione giuridica degli circondari autonomi come soggetti federali della Russia". In seguito, nel 2007, in occasione del dottorato presso l'Istituto di Legislazione e Giurisprudenza Comparata del Governo della Russia, la sua tesi ha rivelato un alto livello di plagio.

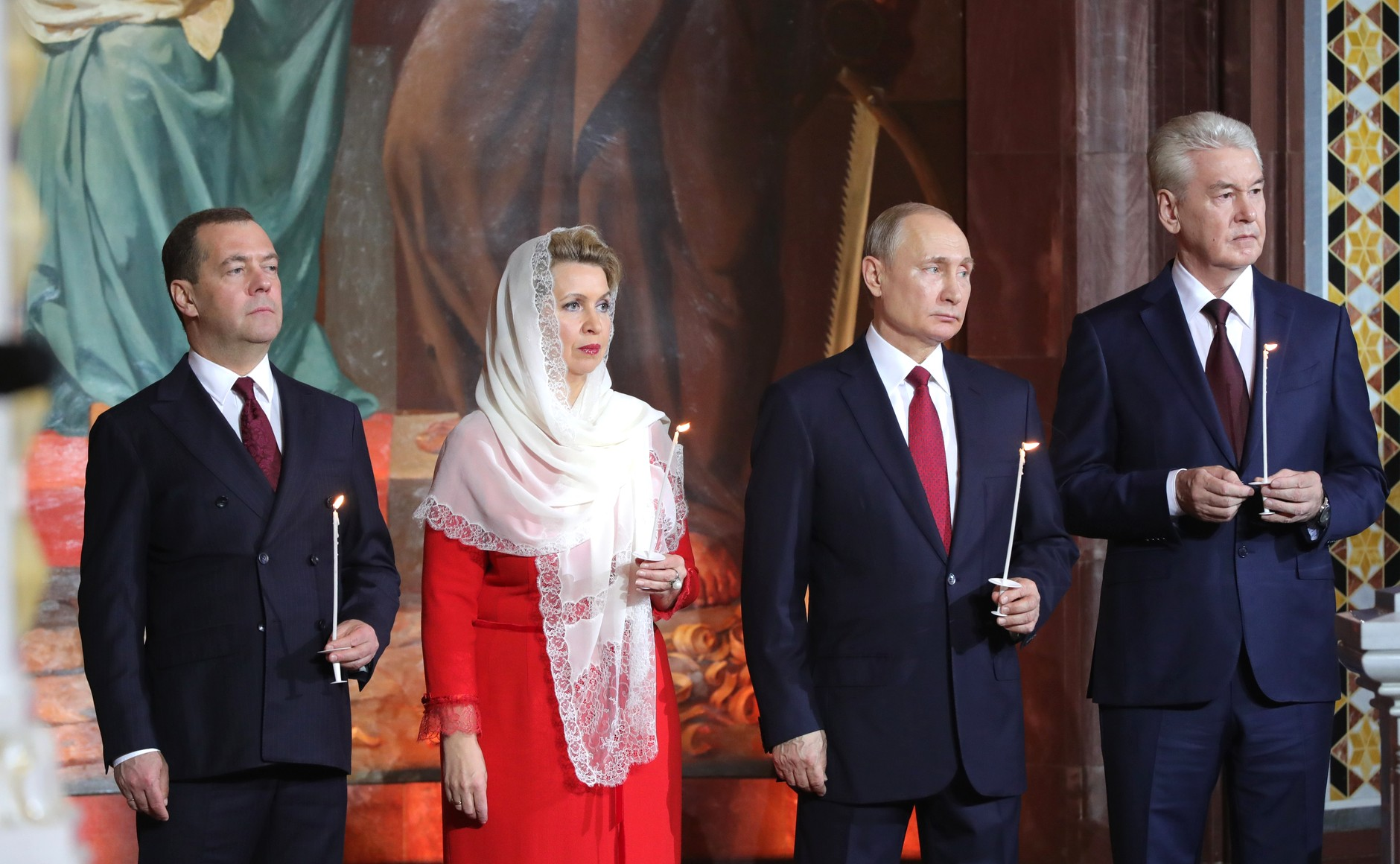
Sobjanin con Dmitrij Anatol'evič Medvedev, Svetlana Medvedeva e Vladimir Putin nel 2019

## Carriera politica
Nel 1991 è stato eletto sindaco di Kogalym. Due anni più tardi, nel 1993, è il primo vice capo dell'amministrazione del circondario autonomo di Chanty-Mansi. Nel 1994 è stato eletto presidente del parlamento del Chanty-Mansi (rieletto nell'ottobre 1996) e nel gennaio 1996 è diventato membro del Consiglio della Federazione Russa. Dal luglio 1998 è Presidente della Commissione Diritto Costituzionale, Giudiziaria e Problemi Legali.
Il 12 luglio 2000 è stato nominato primo deputato del plenipotenziario del Presidente della Russia nel distretto federale degli Urali. Nemmeno un anno dopo, il 14 gennaio 2001, è stato eletto governatore dell'oblast' di Tjumen'. Durante la campagna elettorale, il magnate del petrolio Vladimir Bogdanov è stato il suo confidente.
Dal 2004 è membro del consiglio supremo del partito politico Russia Unita. Nel 2005, Sergej Sobkanin ha inviato una richiesta al presidente della Russia per un voto di fiducia. Ciò è stato fatto in caso di modifica della procedura di assegnazione del governatore. Vladimir Putin lo ha nominato per l'elezione dalla Duma dell'oblast' di Tjumen' ed è stato infine rieletto il 17 febbraio 2005. Nel novembre 2005 è stato nominato capo dell'amministrazione del presidente della Russia.

## Sindaco di Mosca
Dal 21 ottobre 2010 è sindaco di Mosca.

## Vita privata
Sergej Sobjanin era sposato con Irina Sobjanina, cugina del ministro dell'Energia nel gabinetto di Michail Kas'janov, Aleksandr Gavrin. Hanno divorziato il 21 febbraio 2014.
La coppia ha due figlie: Anna (nata nel 1986) e Ol'ga (nata nel 1997).

## Riconoscimenti
- Medaglia d'Onore, Medaglia d'Onore della Chiesa di S. Kniaz Danil Moscowskiy, Medaglia d'Onore per l'Educazione, Medaglia d'Onore per l'Agricoltura della Repubblica francese.
- Vincitore del premio "Uomo dell'anno in Russia 2003: politico".